# Staroźreby (gemeente)
De gemeente Staroźreby is een landgemeente in het Poolse woiwodschap Mazovië, in powiat Płocki.
De zetel van de gemeente is in Staroźreby.
Op 30 juni 2004 telde de gemeente 7563 inwoners.

## Oppervlakte gegevens
In 2002 bedroeg de totale oppervlakte van gemeente Staroźreby 137,55 km², waarvan:
- agrarisch gebied: 88%
- bossen: 6%

De gemeente beslaat 7,65% van de totale oppervlakte van de powiat.

## Demografie
Stand op 30 juni 2004:
| Omschrijving                   | Totaal | Totaal | Vrouwen | Vrouwen | Mannen | Mannen |
| ------------------------------ | ------ | ------ | ------- | ------- | ------ | ------ |
| eenheid                        | aantal | %      | aantal  | %       | aantal | %      |
| inwoners                       | 7563   | 100    | 3785    | 50      | 3778   | 50     |
| bevolkingsdichtheid (inw./km²) | 55     | 55     | 27,5    | 27,5    | 27,5   | 27,5   |

In 2002 bedroeg het gemiddelde inkomen per inwoner 1269,2 zł.

## Administratieve plaatsen (sołectwo)
Aleksandrowo, Begno, Bromierz, Bromierzyk, Brudzyno, Bylino, Dąbrusk, Dłużniewo Duże, Goszczyno, Góra, Karwowo-Podgórne, Kierz, Krzywanice, Mieczyno, Nowa Wieś, Nowe Staroźreby, Nowy Bromierz, Nowy Bromierzyk, Płonna, Przeciszewo, Przeciszewo-Kolonia, Przedbórz, Przedpełce, Rogowo, Rostkowo, Sarzyn, Sędek, Słomkowo, Smardzewo, Staroźreby, Staroźreby-Hektary, Stoplin, Strzeszewo, Szulbory, Worowice-Wyroby, Zdziar Mały, Zdziar Wielki.

## Overige plaatsen
Błażejewice, Dłużniewo Małe, Falęcin, Goszczyno-Czajki, Goszczyno-Karpięcin, Grabina, Kiełbasy, Kościółki, Krawieczyn, Krzywanice-Trojany, Marychnów, Mikołajewo, Mikołajewo za Traktem, Mrówczewo, Nowa Góra, Nowa Wieś-Parcela, Nowe Żochowo, Opatówiec, Ostrzykówek, Pieńki Bromierzyckie, Piączyn, Piączyn-Chrapy, Plebanka, Płonna Pańska, Płonna Szlachecka, Resztówka, Rogówko, Rostkowo-Orszymowice, Staroźreby-Kolonia, Teodorowo, Witkowice, Włosty, Włościany, Zdziar Gąsowski, Zdziar-Las, Zdziar-Łopatki, Żochowo Stare, Żochówek.

## Aangrenzende gemeenten
Baboszewo, Bielsk, Bulkowo, Drobin, Dzierzążnia, Raciąż, Radzanowo